# میان تنگ سفلی
میان تنگ سفلی، روستایی از توابع بخش کاکاوند شهرستان دلفان در استان لرستان ایران است.
فاصله این روستا تا مرکز بخش ۷ کیلومتر و تا نور

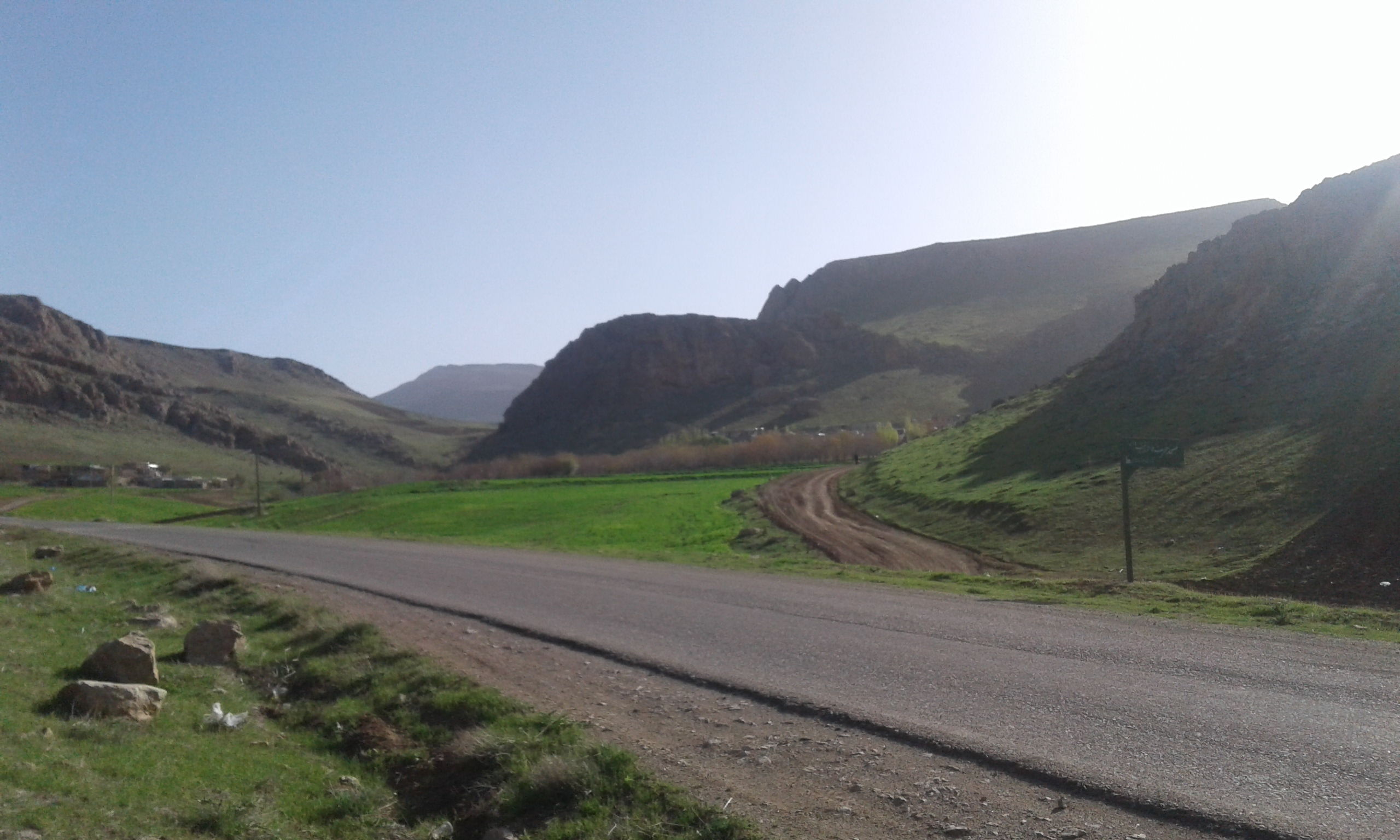
Miantang spring

آباد ۳۸ کیلومتر می‌باشد

## معرفی
در زبان محلی به میان تنگ ژیر ته‌نگ (jîr tang) گفته می‌شود که به دلیل قرار گرفتن جغرافیایی روستا در پایین دست تنگ کوهستانی است لذا به معنای روستایی است که در پایین دست تنگ قرار گرفته‌است لکن حسب سیاست یکسان‌سازی اسامی اماکن به میان تنگ تغییر یافته‌است.
مدرکی که دقیقاً قدمت زمانی میان تنگ را ثابت کند در دسترس نیست اما ناحیه کنونی از زمان‌های دور محل ییلاقی ایل کاکاوند بوده و بنای روستا مربوط به سال ۱۳۱۲ است که پس از ابلاغ دستور حکومت وقت در تخته قاپو کردن عشایر اقدام به ساخت خانه‌های کاهگلی کردند

## معماری
شمار خانه‌های میان تنگ در سرشماری سال ۱۳۹۵برابر با ۲۹ واحد برآورد شد. این خانه‌ها به‌طور کامل بر روی دامنه شیب‌دار کوهستان و روبه روی رودخانه محلی بنا شده‌است. میان تنگ در نگاه نخست، روستایی چند طبقه به‌نظر می‌آید که ناشی از خطای دید بعلت احداث بر شیب تند دامنه است ناشی می‌شود در گذشته اتاق‌ها به پنجره‌های چوبی ارسی مانند مجهز بودند و اغلب دارای ایوان‌ها و طارمی‌های چوبی پیش آمدهٔ مشرف بر کوهستان روبه روی روستا بوده‌اند که خود به صورت مناظر جالبی درآمده‌است. 

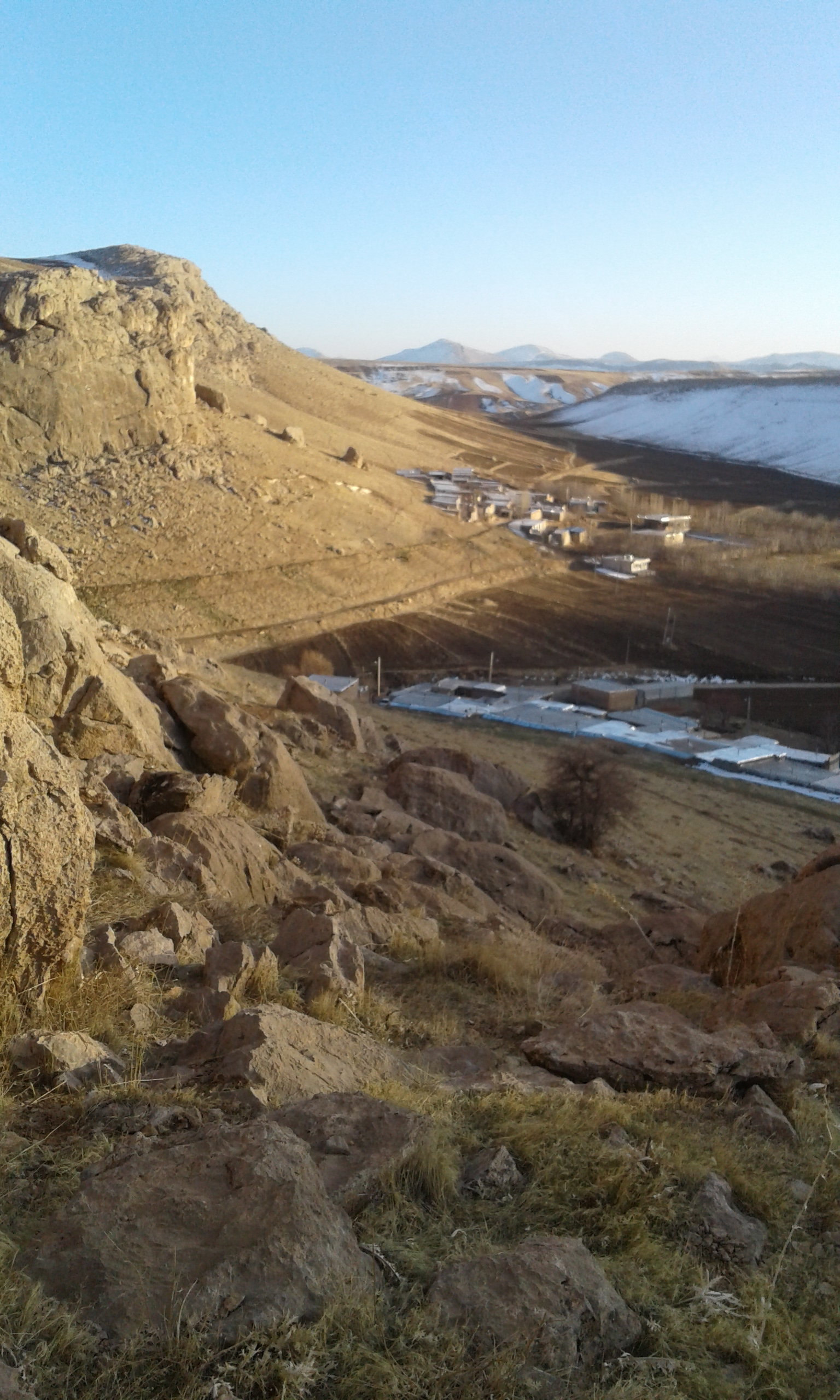
جهت جنوبی خانه‌ها و تأثیر آن در فصل سرما (آذر۹۶)

 نمای خارجی خانه‌ها، با خاک سفیدی که معدن آن در مجاورت روستا قرار دارد پوشیده شده بود از آنجا که در دامنه‌های شیب‌دار فضای کافی برای ساختن خانه‌های موردنیاز وجود ندارد در این روستا چنین رسم شده بود که اغلب اقدام به حفر زاغه‌هایی در دل دامنه کوه می‌کردند که ورودی آن داخل حیاط بوده. اغلب خانه‌ها حیاط‌هایی کوچک داشته و در مرکز آن حوض قرار داشته. خانه‌ها به دلیل سرمای طاقت فرسای زمستان رو به جنوب غربی ساخته شده‌اند تا از دمای خورشید بیشترین استفاده صورت پذیرد. 

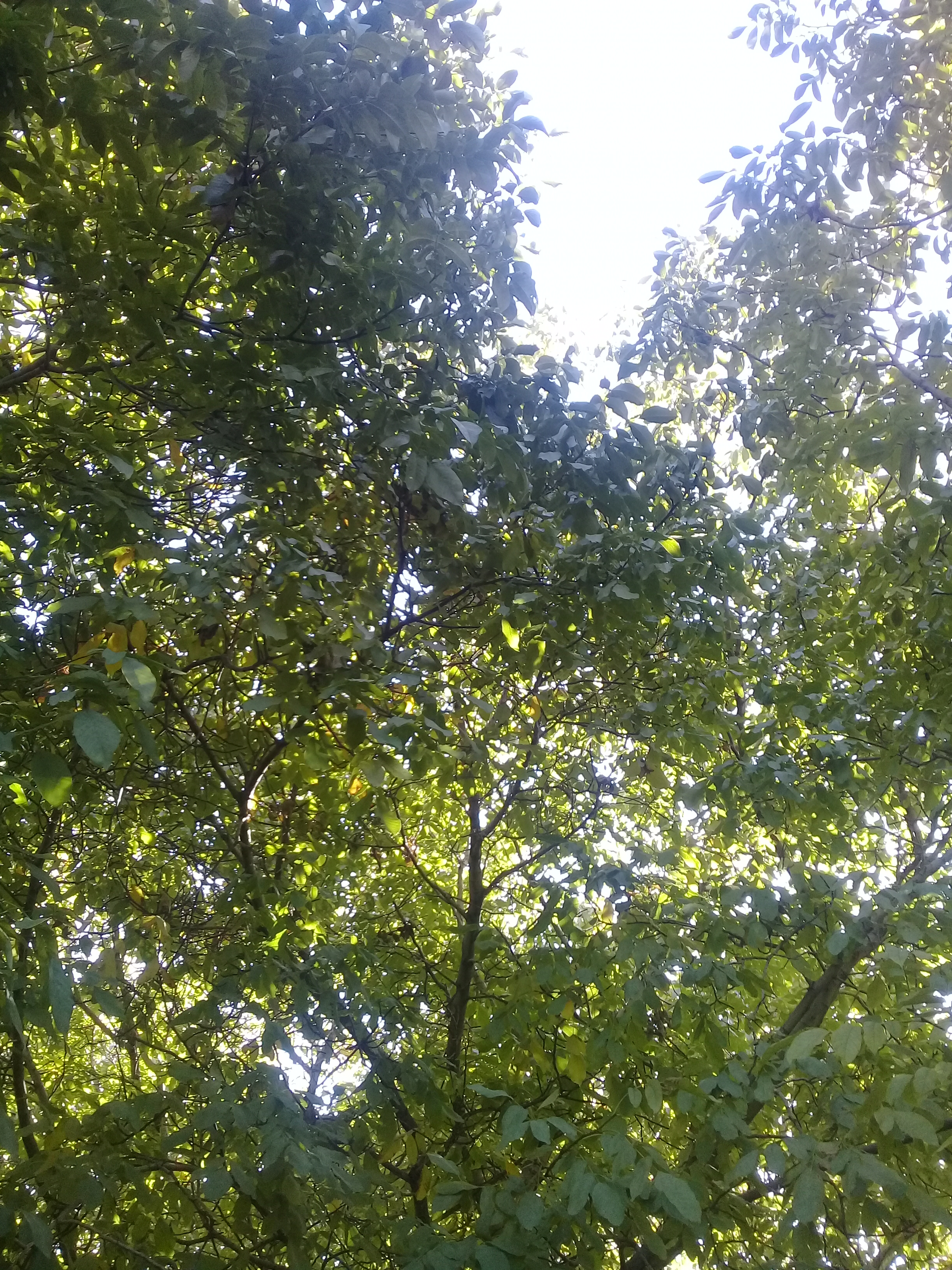
تابستان۹۸

بافت قدیمی روستا به دلیل ساخت و سازهای جدید نابوده شده و اثر زیادی از آن باقی نمانده‌است

## جمعیت
این روستا در دهستان کاکاوند شرقی قرار دارد و براساس سرشماری مرکز آمار ایران در سال ۱۳۹۵، جمعیت آن ۶۳ نفر (۲۲خانوار) بوده‌است.

## زبان
اهالی این روستا به زبان لکی با لهجه کاکاوندی تکلم می‌نمایند.

## فرهنگ

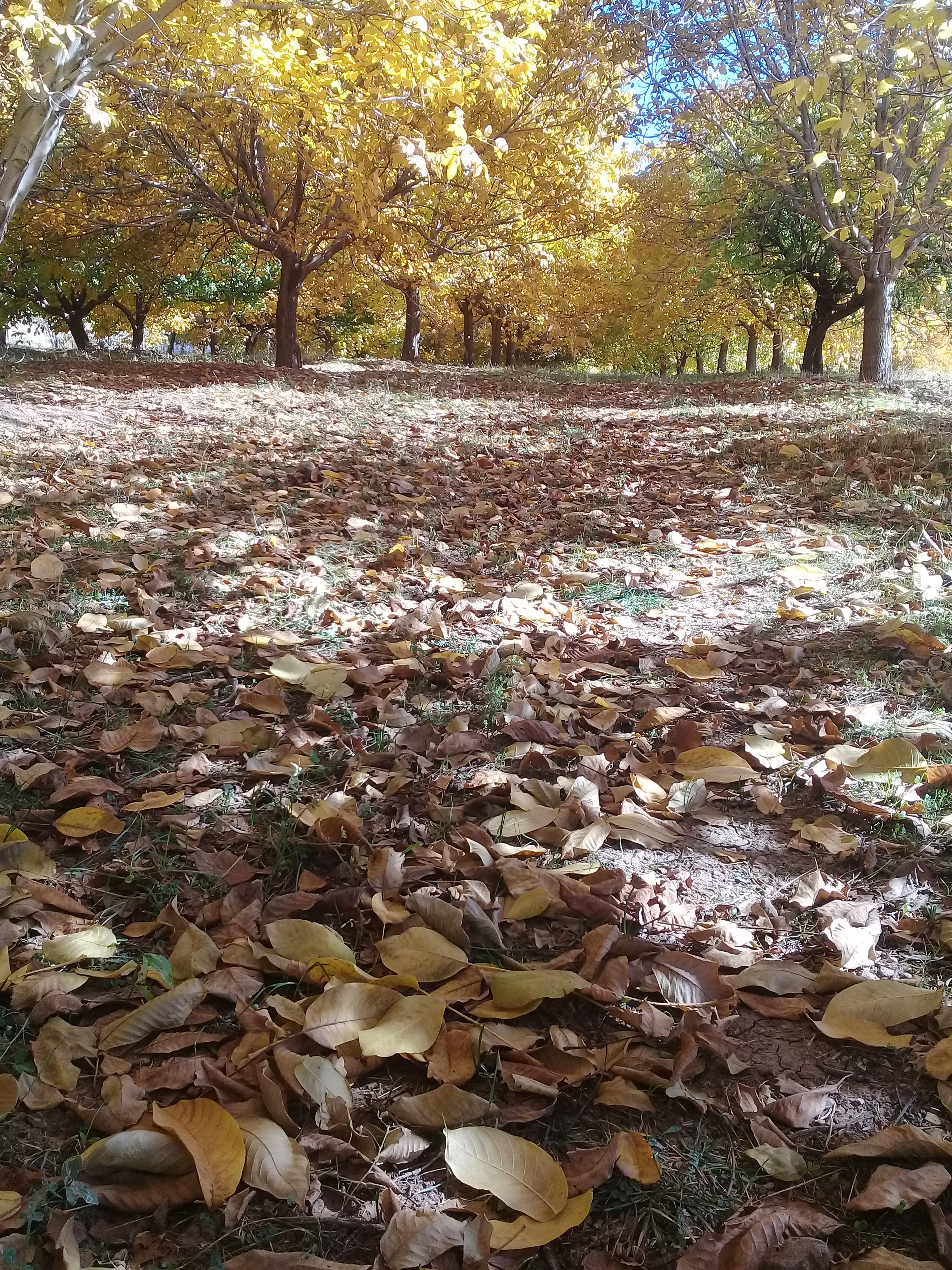
باغ‌های گردو

این روستا جایگاه خاندان بهرامی از تیره زیدبهرام ایل کاکاوند و خاندان خدایاری (که مدتها پیش مهاجرت کرده اند) است. و به باغ‌های گردو و مردم مهمان نواز مشهور است
مردم به کشاورزی، باغداری و دامداری مشغول‌اند که با روش‌های سنتی اداره می‌شود. بیشتر زنان در امور اقتصادی با مردان همکاری دارند. در این روستا برای آبیاری مزارع و باغات ازرودخانه دائمی واقع در پایین دست روستا استفاده می‌شود. گندم، جو، سیب‌زمینی و انواع میوه به‌خصوص زردآلو و گردو محصولات این روستا است.
مردم میان تنگ به‌سبب کوهستانی بودن منطقه و دور بودن محل آن‌ها از مراکز پرجمعیت و راه‌های ارتباطی، سال‌ها در سکوت و آرامش زیسته و در نتیجه بسیاری از آداب و رسوم قومی و سنتی و از جمله زبان و لهجهٔ قدیم خود را حفظ کرده‌اند. زبان مردم میان تنگ کردی به گویش لکی از زبان‌های ایرانی شمال غربی که البته در طول زمان دچار تغییر و تحولات زیادی شده اما هنوز به قوت پیش استفاده از واژگان پهلوی رواج کامل دارد.[۴] پوشش سنتی، هنوز هم میان آن‌ها رواج دارد و در حفظ آن تأکید و تعصب از خود نشان می‌دهند. در مردان ٫شلوار گشاد و درازی از پارچه‌هایی با رنگ‌های عموماً سیاه و قهوه ای (شلوار جافی) و در زن‌ها، پیراهن بلندی از پارچه‌های گل‌دار و رنگارنگ و دستار محلی بنام گلونی است. حجاب زنان عموماً بر اساس قواعد سنتی رعایت می‌شود و از چادر و چارقد استفاده نمی‌شود.
مراسم نوروز اصلی‌ترین مناسب سالانه است و در اجرای هر چه باشکوه تر آن کوشش می‌شود